# Finančna straža
Finančna straža ali finančna policija (v primeru, da pobira necarinske davščine tudi davčna policija in v primeru, da pobira predvsem carinske davščine, tudi carinska straža) je operativna služba, katere osnovno delo je pobiranje carin in dohodarstvenih pristojbin in z njimi povezano odkrivanje tihotapljenja ali davčnih utaj. 

## Razširjenost finančne straže po svetu
Finančna straža se pojavi že v času Rimskega imperija, kjer so poznali posebno oboroženo carinsko-mitninsko stražo- custodiae. Finančne straže niso le carinsko-dohodarstvene službe, ponekod opravljajo tudi nadzor nad davki nas splošno, imajo pa tudi lastnosti policijske službe. Finančne straže so lahko organizirane v sklopu obrambnih sil kot npr. v Italiji. Službo finančne straže pod različnimi imeni poznajo v različnih državah-  v Italiji deluje Guardia di finanza, v Španiji Policia fiscal, v Romuniji Garda Financiară. Na Portugalskem je nekoč delovala Guarda fiscal, v Avstriji vse do 2004 Zollwache, ki se je sprva imenovala Finanzwache. V kraljevini Srbiji je financijska straža delovala kot carinska straža, poznali pa so še posebno trošarinsko stražo.

## Zgodovina finančne straže na Slovenskem ozemlju
Na Slovenskem so se v okviru Avstrijskega cesarstva sredi 16. stoletja pojavili oboroženi obmejni carinsko-stražni uslužbenci iblajtarji, ki so varovali državne meje pred Turki in lovili tihotapce. Leta 1830 je bila pod Habsburžani ustanovljena prva moderna stražniška služba, ki se je imenovala Mejna straža, in ki je skrbela za carinski nadzor, leta 1835 pa je bila za potrebe dohodarstvenega nadzora ustanovljena še Dohodarstvena straža. Da bi odpravili dvotirnost in podvajanje postopkov, so leta 1843 mejno stražo in dohodarstveno stražo združili v enotno c.kr. Finančno stražo. Od leta 1921 je v SHS in v stari Jugoslaviji obstajala »finančna kontrola«, ki pa je sprva pomenila predvsem prenovljeno trošarinsko (dohodarstveno) stražo- šele kasneje je prevzela celovito vlogo carinsko-dohodarstvene finančne straže. Po drugi svetovni vojni so jugoslovanske socialistične oblasti oblikovale svojo Finančno stražo, toda v letih 1946-47 je bil dohodarstveni del straže vključen v davčno upravo in je z odpravo trošarin in monopolov kmalu prenehal obstajati, carinski del straže pa je bil priključen carini. Finančne stražnike oziroma finančne policiste od carinskih inšpektorjev (carinikov v ožjem pomenu besede) ločujemo glede na glavni poudarek pri delu: naloge finančnih stražarjev so predvsem odkrivanje tihotapstva in drugih davčnih utaj. 
Danes na Slovenskem operativni finančni nadzor, ki je sicer značilen za finančno stražo, znotraj FURS (do leta 2014 pa v CURS) opravljajo mejni cariniki, oboroženi mobilni oddelki in deloma cariniki, ki opravljajo terenski trošarinski nadzor, vendar pa med delom carinikov oziroma mobilnih oddelkov in delom finančnih stražnikov obstaja pomembna razlika: finančni stražniki so imeli široka pooblastila pri izvajanju aretacij. Kljub temu imajo tudi uslužbenci mobilnih oddelkov  pravico in celo dolžnost nositi in uporabljati orožje, strelivo in druga prisilna sredstva (sredstva za vklepanje in vezanje, plinski razpršilec).Mobilni oddelki finančne uprave so dobro opremljene in prilagodljive ekipe, ki opravljajo finančni nadzor na celotnem ozemlju Slovenije. Uslužbenci naloge glede na potrebe opravljajo v uniformi ali v civilni obleki. Opravljanje finančnega nadzora s strani uslužbencev mobilnih oddelkov je namenjeno predvsem spoštovanju in zagotavljanju izpolnjevanja davčnih, carinskih, trošarinskih, okoljskih in drugih predpisov, nadzoru nad izvajanjem katerih je pristojna finančna uprava, preprečevanju in ugotavljanju goljufij, kaznivih ravnanj in drugih nepravilnosti ter zaščiti državljanov, varnosti in varstva okolja, pa tudi preventivnim ukrepom za povečanje prostovoljnega plačevanja obveznih dajatev in izpolnjevanja drugih obveznosti. Mobilni oddelki so opremljeni s posebno tehnično opremo, s službenimi psi za odkrivanje prepovedanih drog, tobaka in tobačnih izdelkov, s sredstvi za zvezo (radijske postaje), z ustrezno računalniško opremo, uporabljajo pa posebej označena in opremljena vozila  s prednostjo. Mobilni oddelki v FURS vršijo nadzor nad sledečimi področji:
- pri plačilu prispevkov za socialno varnost;
- pri avtotaksi prevoznikov;
- v gradbeništvu;
- pri prevozu in preprodaji prevoznih sredstev;
- pri prodaji na sejmih in stojnicah;
- pri prijavah nepravilnosti pri izdajanju računov;
- v sečnji in prometu z lesom.

## Ideje o ponovnem oživljanju finančne straže na Slovenskem
V prvi polovici osemdesetih let 20. stoletja je v času vladavine Janeza Zemljariča krog ljudi okrog Zdenka Malija gojil idejo o uniformiranju in oborožitvi izvršilnih uslužbencev davčne uprave v Sloveniji, toda po odhodu Zemljariča na funkcijo podpredsednika Zveznega izvršnega sveta je ta ideja o davčni policiji zamrla.
Leta 2008 je politična stranka Zares predlagala ustanovitev finančne policije kot povsem neodvisne in enovite institucije, podrejene neposredno vladi, katere direktor bi imel petletni mandat, uslužbenci pa bi imeli policijska pooblastila za kriminaliste, nadgrajena s pooblastili inšpektorjev Carinske in Davčne uprave Republike Slovenije. Kadre naj bi služba zajemala izmed dela uslužbencev urada za preprečevanje pranja denarja, preiskovalcev davčne uprave, dela inšpektorjev davčne uprave, dela uslužbencev carinske uprave ter kriminalistov iz oddelkov za obravnavo težjih oblik gospodarskega kriminala, imela pa bi  glavni urad ter največ osem izpostav. Služba bi med drugim morala preprečevati in odkrivati težja kazniva dejanja s področja finančnega poslovanja,  preprečevala in odkrivala pa bi tudi težje carinske in trošarinske ter davčne prekrške.
Toda ta zamisel tedaj ni dosegla večjega odmeva, zaradi pomanjkanja zavesti o zgodovini finančne straže na Slovenskem pa je v političnem diskurzu glede uvajanja finančne straže prevladal izraz finančna policija. Slovenija je že kmalu po propadu predloga o samostojni finančni policiji doživela veliko gopodarsko krizo, pospremljeno s številnimi korupcijskimi aferami, kar je pripomoglo k ponovnemu oživljanju idej o nastanku finančne policije. Pavle Čelik, ki je raziskoval zgodovinski pojav finančne policije ali finančne straže na Slovenskem, je v letih 2012 in 2013 predlagal, da bi Republika Slovenija oblikovala svojo finančno policijo, oblikovali pa bi jo iz vrst mobilnih carinskih enot in izterjevalcev, pri tem pa bi finančni policisti po njegovem mnenju morali biti uniformirani, oboroženi in imeti bi morali široka pooblastila za opravljanje preiskav. Pozno poleti 2012 je Pavle Čelik hkrati ugotavljal tudi, da je bila Služba družbenega knjigovodstva po drugi svetovni vojni z računovodskim nadzorom dejansko sposobna zagotoviti finančni nadzor, ki ga je poprej opravljala finančna straža na terenu. Čelik je pojasnjeval, da je razlog za ukinitev Finančne straže po drugi svetovni vojni predvsem v tem, da so oblastniki odpravili monopole in pobiranje trošarin, njeno ponovno uvajanje pa je smiselno predvsem na področju trošarinskega nadzora in opravljanja izvršb.
Decembra 2012 je vlada Janeza Janše za sredo leta 2013 napovedala ustanovitev finančne policije – ustanovljena bi bila tedaj, ko bi prišlo do združitve Carinske uprave Republike Slovenije in Davčne uprave Republike Slovenije. Do realizacije te ideje zaradi padca Janševe vlade ni prišlo- vlada Alenke Bratušek je združitev obeh uprav najprej odložila, nato pa iz zakonodajnega procesa umaknila predlog oblikovanja finančne policije kot službe v sklopu finančne uprave. Značilno za ta predlog oblikovanja finančne policije je bilo, da finančna policija ne bi bila samostojen organ, ampak organ v sestavi finančne uprave. 
V predvolilnem boju poleti 2014 je ustanovitev finančne policije napovedal Janez Janša, med tem, ko se je zmagovalec volitev Miro Cerar zavzemal, da se učinke, ki jih v nekaterih sistemih dosega finančna policija, uveljavi drugače in sicer z uvedbo finančnega nadzora nad prispevki in davki, kot smo ga poznali pri nekdanji Službi družbenega knjigovodstva- učinek, ki ga ima finančna policija, naj bi bilo po njegovem namreč mogoče doseči s povezavo vseh institucij, ki se ukvarjajo s financami, na ravni države. Upoštevati pa je potrebno, da tudi v času socializma zaradi nastanka SDK terenske carinske službe, ki je vsebovala tudi elemente finančne policije, niso odpravili, podobno pa je tudi za nastajajočo Finančno upravo značilno, da bo še vedno morala iskati način za čim boljši trošarinski nadzor in za izvajanje izvršb.